# Wellenkragen

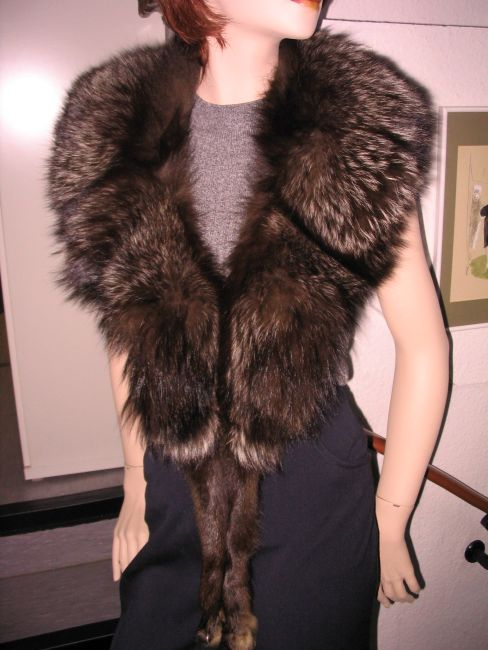
Alter Silberfuchs-Wellenkragen

Die Bezeichnung Wellenkragen für ein Kleidungsaccessoire scheint bevorzugt in der Pelzbranche gebräuchlich zu sein. Der Name beschreibt dort einen Frauenpelzkragen, der in der äußeren Kragenkante einen üppig wellenartigen Fall aufweist. Die Benennung als Wellenkragen wird vor allem für lose zu tragende Fellkragen dieser Form benutzt, kann aber auch jeden anderen glockig fallenden Kragen eines Pelz- oder Textilkleidungsstücks beschreiben. In der Zeit, in der Wellenkragen und Pelzkolliers (Kragen in Tierform) besonders in Mode waren, wurde der Fuchs-Wellenkragen häufig mit den Vorderpfoten nach unten verlängert und die beiden Kragenhälften nur durch ein Verschlingen und Zusammenheften der Hinterpfoten nebeneinander gehalten.

## Geschichte

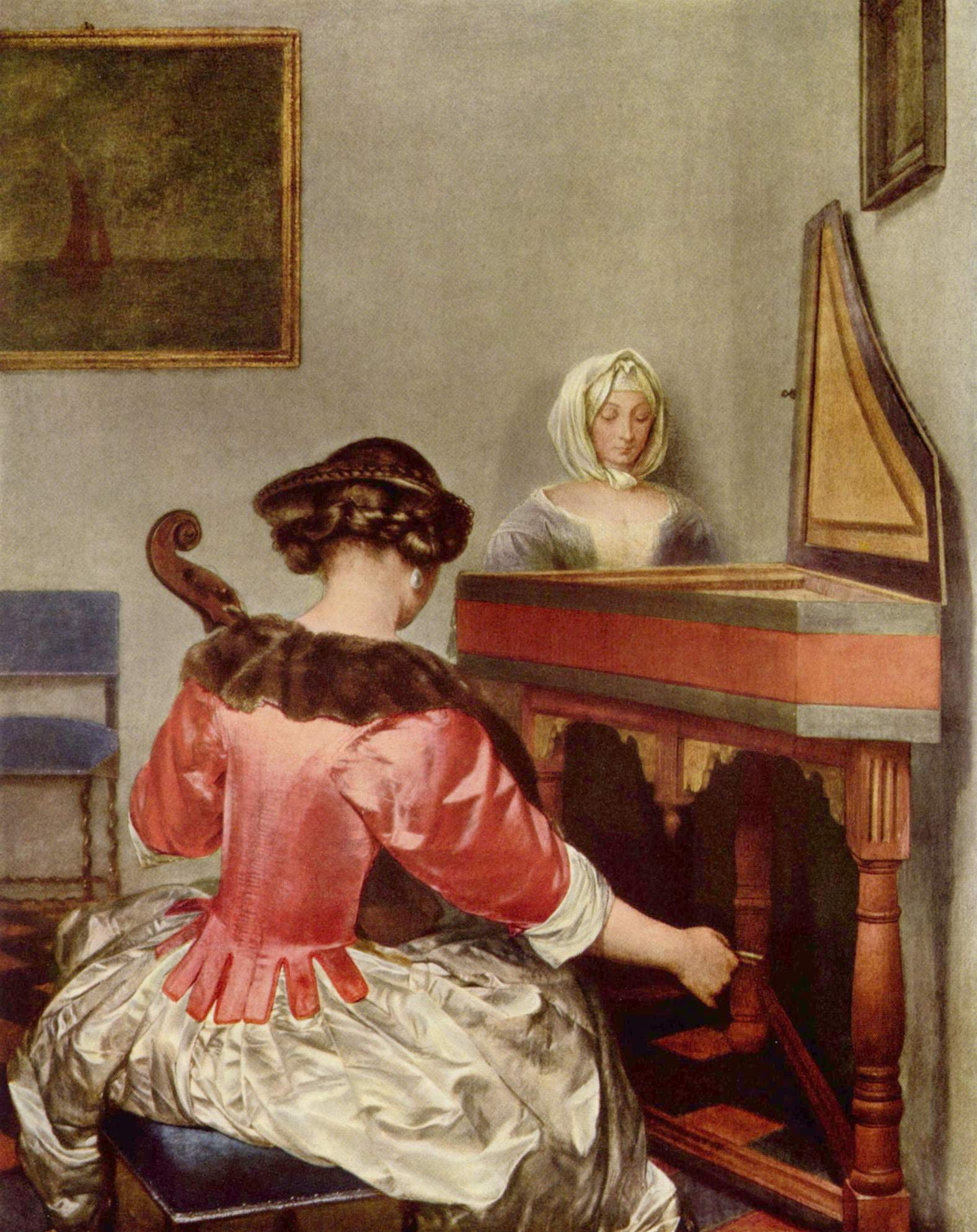
Gerard ter Borch: „Das Konzert“. Cellospielerin, Bluse mit Wellenkragen aus Pelz (1675)

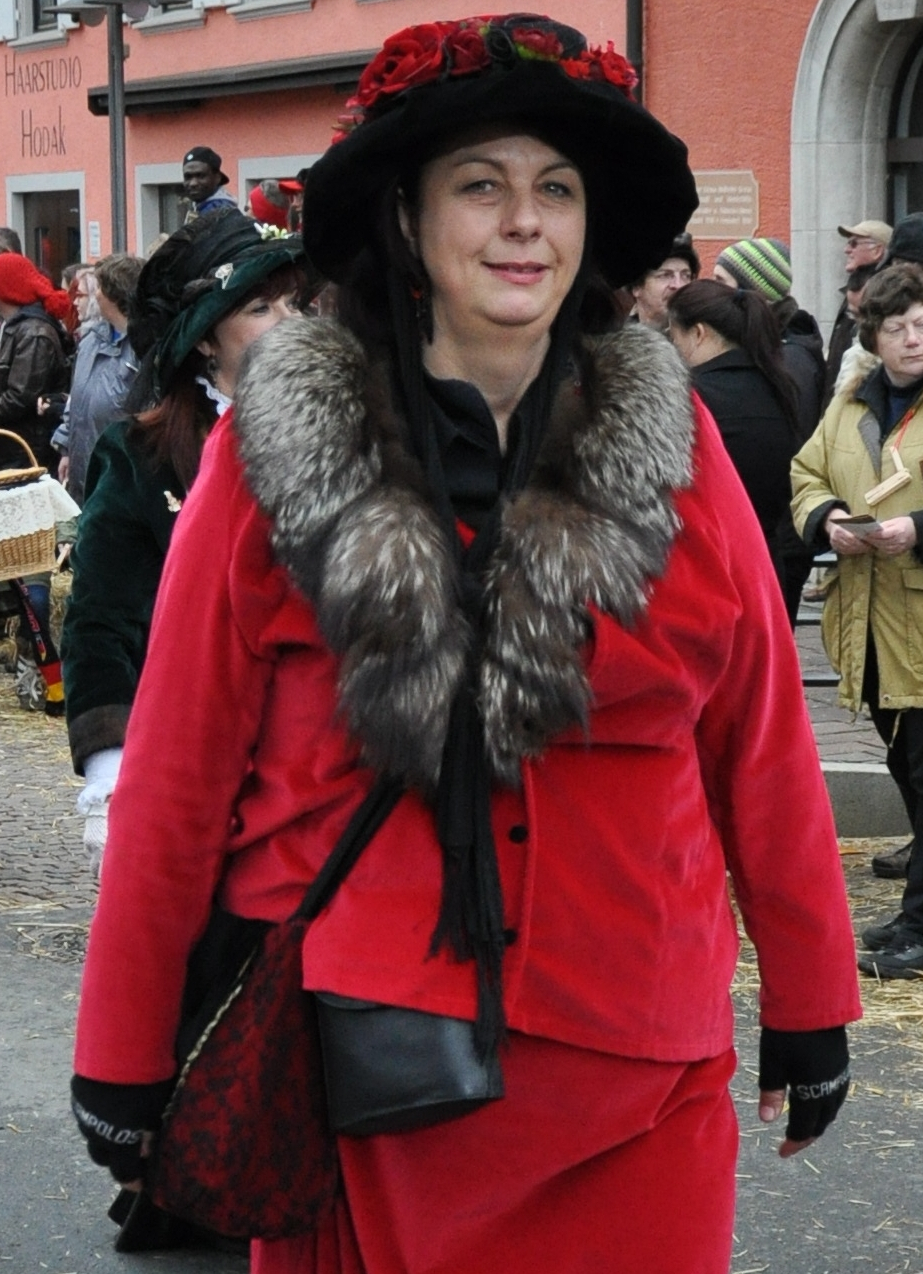
Sogenannte „Alte“ mit einem Wellenkragen beim Fastnachtsumzug in Hechingen

Wellige Pelzkragenformen finden sich bereits in früherer Zeit, deutlich vermehrt dann, wenn eine verspielte Kleidermode ohnehin Volants bevorzugte. Auch der Kragen des Krönungsmantels Napoleons zeigt mit seinem Glockenfall die großzügige Verwendung des wertvollen weißen Hermelinfells, dem Pelz als Insigne der Kaiser, Könige, Fürsten und hoher kirchlicher Würdenträger.
Vermutlich entstand die Form des zuletzt als Wellenkragen bezeichneten Modells zusammen mit der Popularisierung der Silberfuchsmode, nachdem es den Kanadiern Charles Dalton und Robert Oulton gelungen war, den Silberfuchs in größerem Umfang zu züchten, anfangs noch freilebend auf der Prinz-Eduard-Insel. War ein Silberfuchsfell schon immer sehr teuer, erzielten auch die ersten Zuchttiere und -felle noch fantastisch hohe Preise. In den 1920er Jahren waren dann fast überall Silberfuchsfarmen entstanden und zumindest ein Kragen aus  Silberfuchs wurde nach und nach für einen sehr großen Personenkreis erschwinglich. In Deutschland hielt sich, kriegsbedingt, die Silberfuchsmode länger als in anderen Ländern. Wellenkragen aus anderen Fellarten als Silberfuchs scheinen dagegen selten zu sein. Noch recht oft gab es eine deutlich preiswertere Variante aus Rotfuchsfell. Ein typisches Mitbringsel der während des Zweiten Weltkriegs (1939–1945) in Skandinavien stationierten deutschen Soldaten war ein Silberfuchsfell, das in der Heimat zu einem Kollier, einem Kragen oder Besatz gearbeitet wurde. Nach dem Krieg, in der Zeit des Mangels, wurden auch die abgetragenen Silberfuchskolliers „zu Umlegekragen in Glockenform umgearbeitet“. Schnell löste der Persianer die Fuchsmode und dann der Nerz die Persianermode ab, und damit war auch der Wellenkragen aus dem Straßenbild verschwunden. Die alten, damals häufigen Kragen werden des Öfteren noch im Internet angeboten und werden insbesondere zu Karnevalskostümen getragen.

## Gestaltung und Verarbeitung

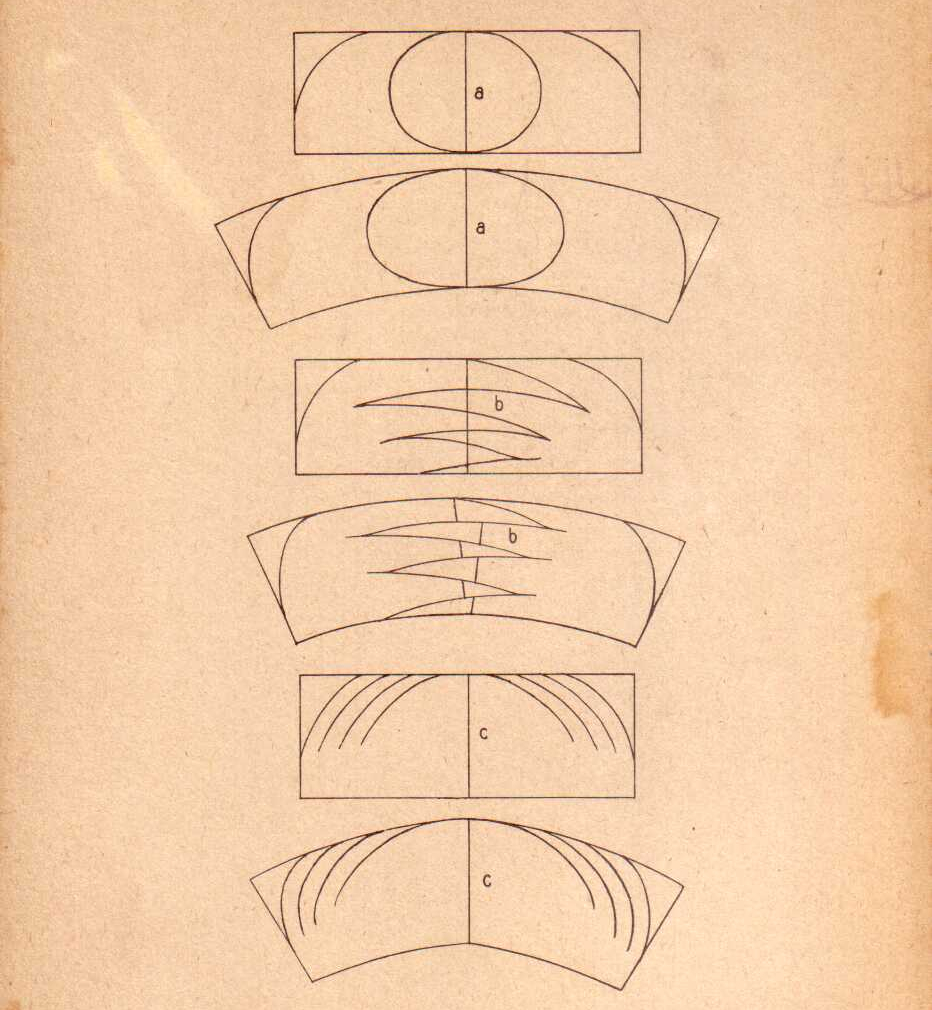
Verschiedene Arten von Rundlassschnitten, jeweils geschnitten und genäht (1895)

Die Umformung der Felle findet in der Kürschnerei weitgehend durch das Zwecken statt, bei dem die im Leder angefeuchteten, und dadurch dehnbar gemachten Felle entsprechend dem Schnittmuster aufgespannt werden. Bei zügigem Leder, zum Beispiel bei Füchsen, kann trotz der extremen Rundung des Wellenkragens die Form meist bereits durch einfaches Zwecken erzielt werden. Eventuell muss noch etwas überschüssige Weite im Halsloch herausgenommen werden. Ist das Fell auch in die Länge gestreckt noch zu kurz, muss es jedoch vorher durch Auslassschnitte verlängert werden. Hier wird in der Regel das sogenannte Rundlassen angewendet. Dabei werden die Felle am Hals, also an der kürzeren Schnittmusterseite, nicht oder weniger durch Auslassen verlängert. Dadurch ergibt sich schon nach dem Nähen eine gerundete Form. Beim losen, zweiteiligen Kragen wird der Kragen bereits um das im Rücken ausgesparte Teil mit den verknoteten Pfoten länger, insbesondere in der Außenrundung.
Soll der Wellenkragen weich fallen, wird er auf der Lederseite entweder nicht beheftet oder mit einem dünnen Pikierstoff versehen, für einen strengen, glatten Fall mit Steifleinen. Zeitweilig wurden die Kragen so gefertigt, dass die Wellen „den Kragen der Trägerin in großen Wellen umfluteten“. Dazu muss er möglichst weich gearbeitet sein.
Die Kanten werden mit einem Seidenschrägstreifen eingefasst und die Rückseite  wird abgefüttert. Beim Festheften des Schrägstreifen kann über dem Haaransatz eine Paspelierung stehen bleiben, wenn die Naht nicht herumgenommen und angeschlagen wird. Falls der Kragen Pfoten aufweist, werden die Pfotenkanten mit einer Verzugsnaht wieder geschlossen. Vorn zusammengehalten wird der Kragen durch Haken und Öse, oder Haken und Kette oder durch auf zwei Seidenbändchen genähte Druckknöpfe.
Der Kragen kann entweder durch eingearbeitete Stege in die gewünschte Wellung gebracht werden oder die Wellen durch ein untergelegtes Seidenfutterband gehalten werden.

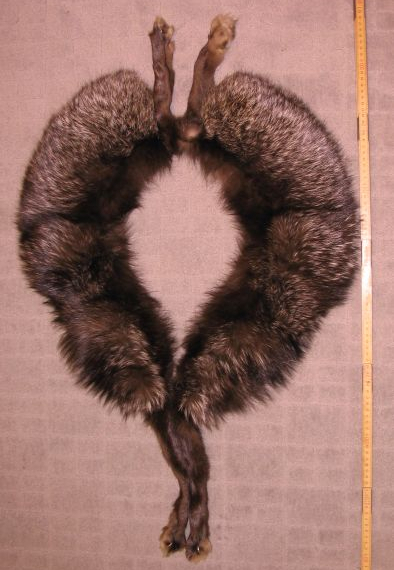
Gesamtansicht und
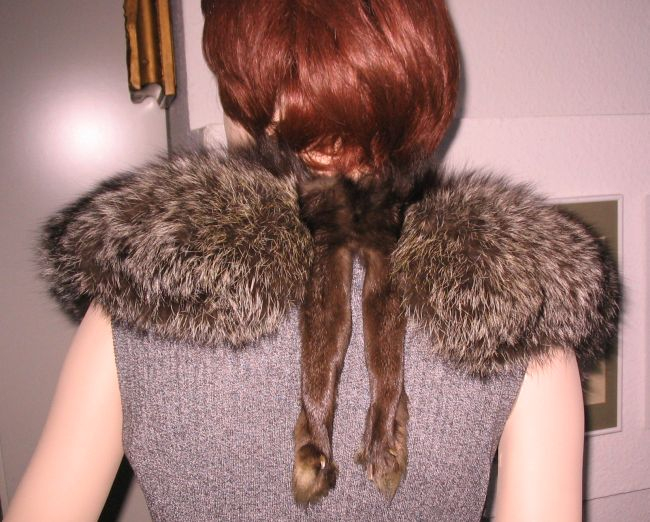
Rückenansicht des links abgebildeten Kragens
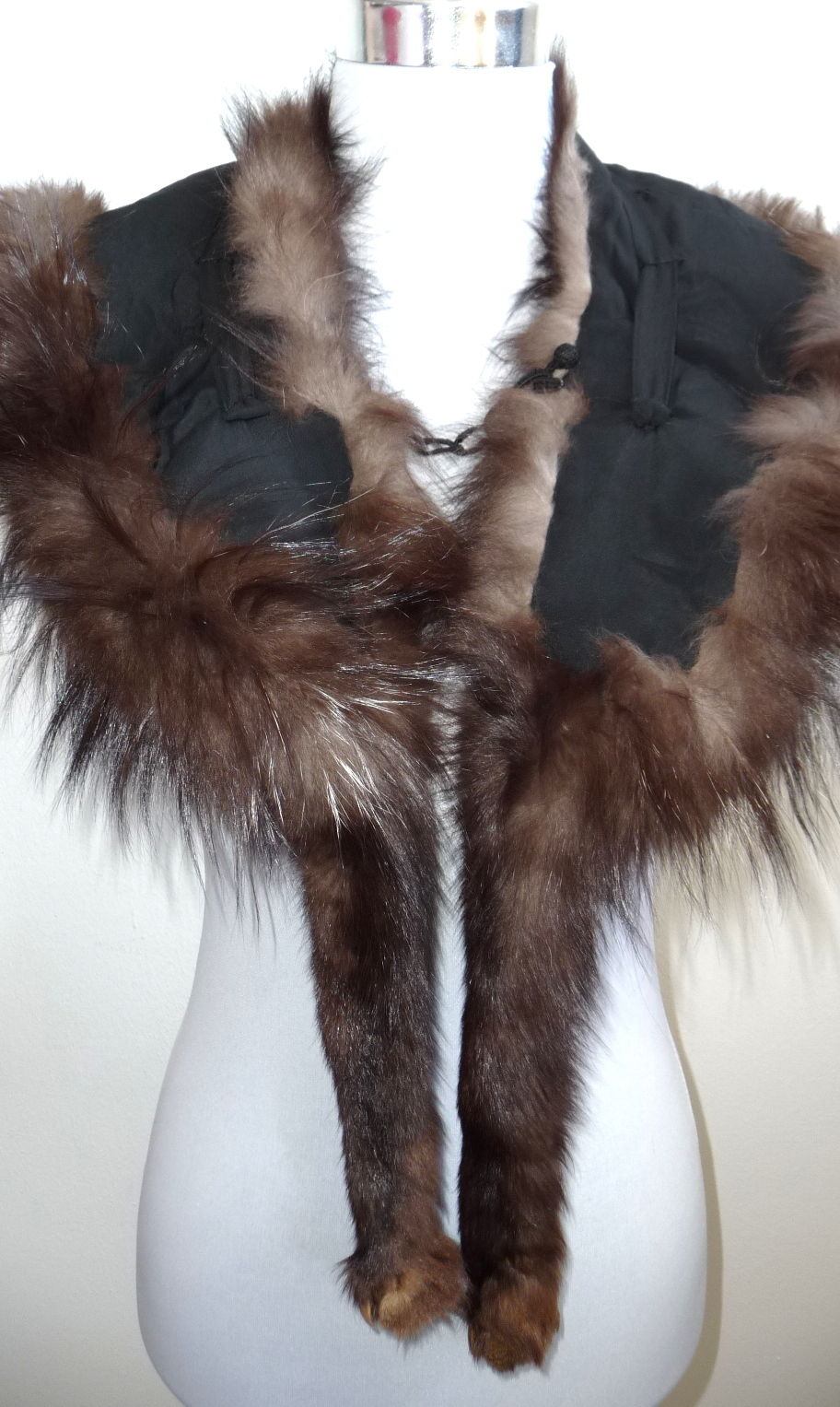
Futterseite eines anderen Kragens mit den Seidenstegen
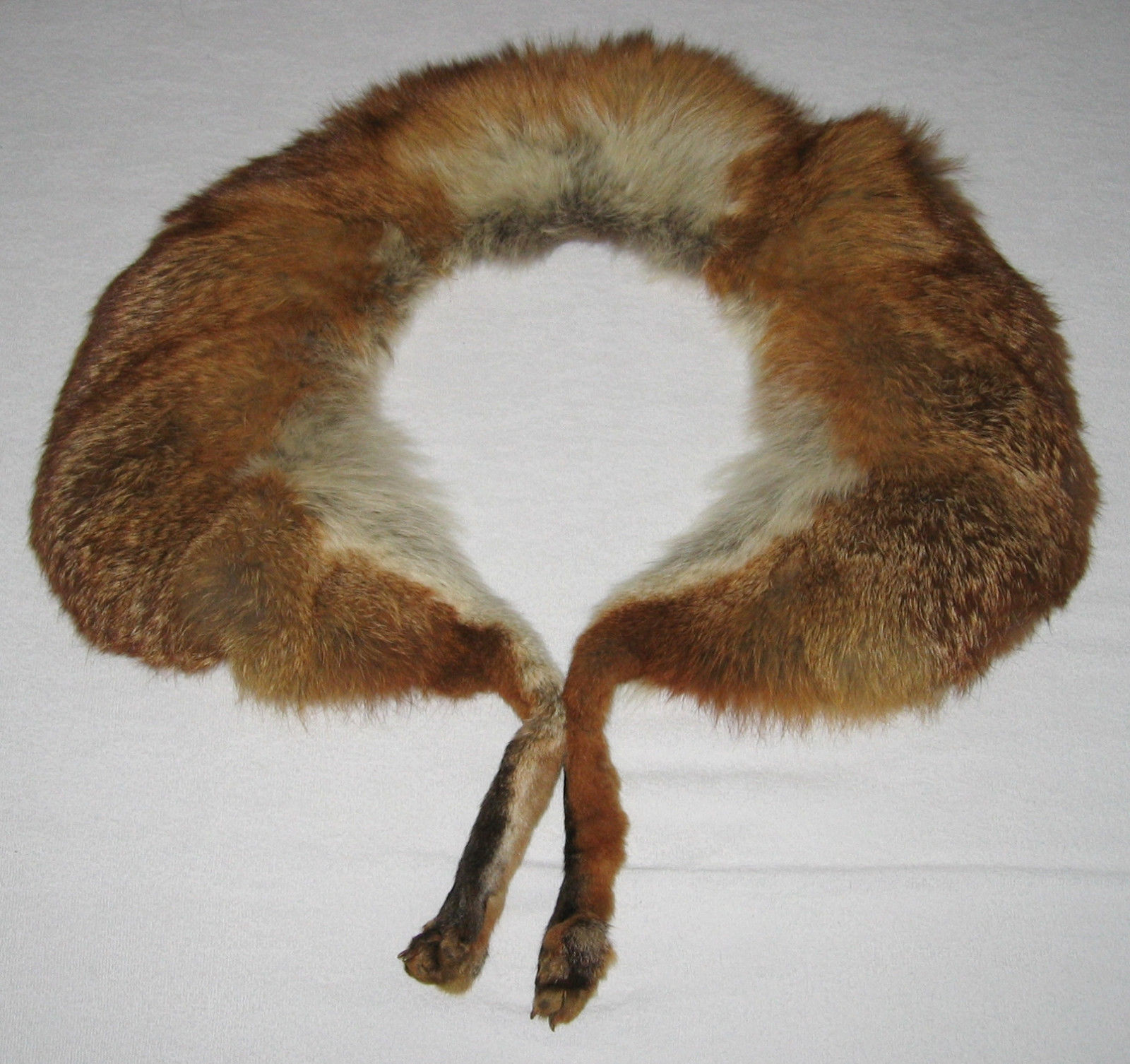
Rotfuchs-Wellenkragen Pfoten nur vorn
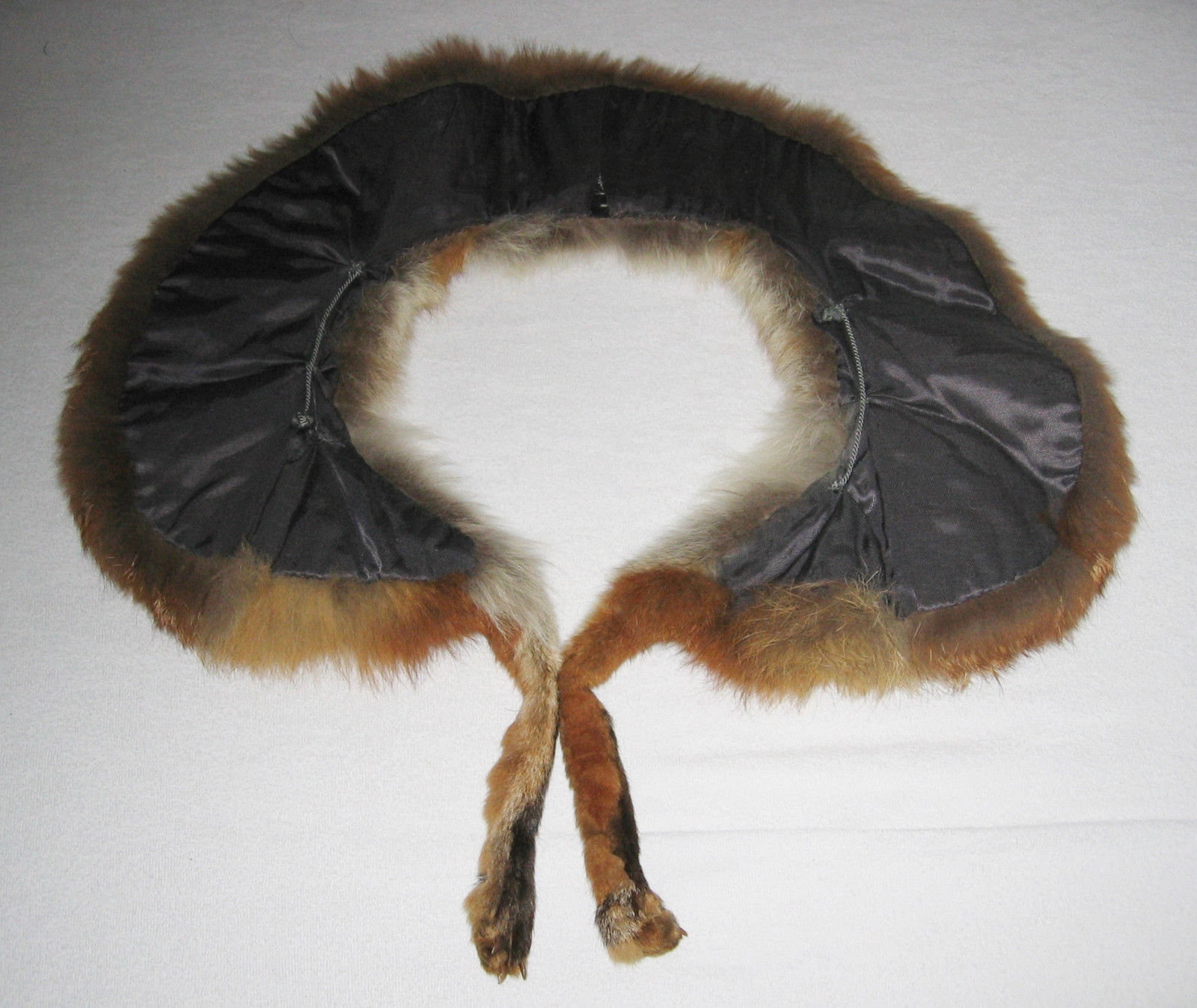
Rückseite mit Kordelzügen